# The Wonderful and Frightening World of The Fall
Albums de The Fall
Perverted by Language
(1983) This Nation's Saving Grace
(1985)
The Wonderful and Frightening World of The Fall est un album de The Fall, sorti en octobre 1984 et produit par John Leckie. Brix Smith est l'auteure d'environ la moitié des titres.
Il s'agit du premier album du groupe sur le label Beggars Banquet. Paul Hanley quitta le groupe immédiatement après la fin de la tournée de support à l'album, mettant fin à la période caractéristique des « deux batteurs ». Sur l'édition originale l'album était disponible en 33 tours et dans une version étendue sur cassette audio intitulée Escape Route from the Wonderful and Frightening World of the Fall, qui incluait les morceaux présents sur les trois singles sortis par le groupe en 1984.
Trois anciennes chansons, auparavant laissées de côté, furent rejouées lors des sessions : Oh! Brother et Copped It remontent aux premiers temps du groupe (elles peuvent être entendues sur Live 1977, édité par Voiceprint en 2000), et Draygo's Guilt, qui était jouée en concert en 1981 (présente sur la section live à Leeds du DVD Perverted by Language Bis, sorti en 2003 par Cherry Red).
Malgré la signature du groupe sur un label plus important, dans cet album « intelligent et varié » le groupe continue à se montrer radical dans ses orientations artistiques. Selon le critique Simon Reynolds, il s'agit d'une sorte de « version pop », « onirique et presque charmante » de Hex Enduction Hour (1982), l'un de leurs albums les plus expérimentaux.

## Titres

### Vinyle original
Face A (dite « Frightening side »)
1. Lay of the Land
2. "2 × 4
3. Copped It
4. Elves

Face B (« Wonderful side »)
1. Slang King
2. Bug Day
3. "Stephen Song
4. Craigness
5. Disney's Dream Debased

### Cassette originale
1. Lay of the Land (Mark E. Smith, Brix Smith) – 5:45
2. 2 × 4 (M. Smith, B. Smith) – 3:38
3. Copped It (M. Smith, Karl Burns) – 4:15
4. Elves (M. Smith, B. Smith) – 4:47
5. Oh! Brother (M. Smith, Burns, Steve Hanley, Craig Scanlon) – 4:01
  - Du single Oh! Brother (juin 1984)
6. Draygo's Guilt (M. Smith, Scanlon) – 4:29
  - De l'EP Call for Escape Route EP (12 octobre 1984)
7. God Box (M. Smith, B. Smith) – 3:18
  - Du single Oh! Brother (juin 1984)
8. "Clear Off!" (M. Smith, Scanlon) – 4:40
  - De l'EP Call for Escape Route (12 octobre 1984)
9. C.R.E.E.P. (M. Smith, Paul Hanley, S. Hanley, Scanlon. B. Smith) – 4:42
  - De l'édition maxi single de C.R.E.E.P (24 août 1984)
10. Pat-Trip Dispenser (M. Smith, B. Smith) – 4:00
  - Du single C.R.E.E.P (24 août 1984)
11. Slang King (M. Smith, P. Hanley, B. Smith) – 5:21
12. Bug Day (M. Smith, Burns, P. Hanley, S. Hanley, Scanlon, B. Smith) – 4:58
13. Stephen Song (M. Smith, P. Hanley, S. Hanley) – 3:05
14. Craigness (M. Smith, Scanlon) – 3:03
15. Disney's Dream Debased (M. Smith, S. Hanley, B. Smith) – 5:17
16. No Bulbs (M. Smith, B. Smith) – 7:51
  - De l'EP Call for Escape Route

## Édition CD
L'album fut édité en CD en 1988, dans une version conservant le titre du vinyle mais qui reprenait presque exactement le contenu et l'ordre de l'édition cassette, remplaçant la version étendue de C.R.E.E.P par la version du single et ajoutant une brève introduction parlée de Brix Smith, par ailleurs inédite.

## Personnel
- The Fall :
  - Mark E. Smith – chant
  - Brix Smith – guitare, chant
  - Craig Scanlon – guitare
  - Steve Hanley – basse
  - Paul Hanley– batterie, clavier
  - Karl Burns – batterie, percussions, basse
- Gavin Friday – chant sur Copped It, Clear Off! et Stephen Song ; crédité comme « visiteur ami » (« friendly visitor »)